# Marijana Jankovic
Marijana Jankovic, née le 7 avril 1982 à Berane, au Monténégro, est une actrice danoise.
Elle a joué dans plusieurs films, dont Alting bliver godt igen (da) (Everything Will Be Good Again), qui lui a valu en 2011 une nomination à la fois pour un Bodil et un Zulu Awards (da).

## Biographie
Marijana Jankovic naît en 1982 au Monténégro. Elle est élevée dans le même village du Monténégro que son collègue Dejan Čukić.
Jankovic est diplômée de la Scandinavian Theatre School et de l'Acting School de l'Aarhus Teater en 2006.
Elle parle serbe, anglais, allemand et danois.

## Filmographie (sélection)

### Au cinéma
- 2008 : La Candidate (Kandidaten) de Kasper Barfoed : Kathrine Malling
- 2014 : Helium (court métrage) d'Anders Walter (Oscar du meilleur court métrage en prises de vues réelles 2014)
- 2018 : Les Vautours (Vargur) de Börkur Sigthorsson : Lena
- 2018 : Ditte og Louise de Niclas Bendixen : Sara
- 2018 : The House That Jack Built de Lars von Trier : l'étudiante

### À la télévision
- 2014 : Les Héritiers (série télévisée, 4 épisodes) : Camilla
- 2018 : Le Bureau des légendes (série télévisée, 1 épisode) : Tatiana Klebnikova
- 2019 : Les Initiés (série télévisée, saison 3 (da))
- 2019 : Deliver Us (série télévisée) : Anna
- 2022 : Trom : Les falaises, le vent et la mort (série télévisée) : Garde-frontière

## Théâtre
- På den anden side (mise en scène : Thomas Møller / Aarhus Teater, 2006)
- Rasmus & Jamilla (mise en scène : Ditte Marie Bjerg / Betty Nansen Teatret, 2007)
- Indenfor murene (mise en scène : Peter Schroeder / Vendsyssel Teater (da), 2007)
- Kærlighedes optik (mise en scène : Thomas Trier / Kaleidoskop K1, 2008)
- Junglebogen (mise en scène : Kenneth Kreutzmann / Nørrebro Teater (da), 2009)
- Carmen (mise en scène : Søren Iversen / Nørrebro Teater, 2010)
- Électre d'Euripide (mise en scène : Niclas Bendixen / Betty Nansen Teatret, 2010)